# Trysull
Trysull – wieś w Anglii, w hrabstwie Staffordshire, w dystrykcie South Staffordshire. Leży 30 km na południe od miasta Stafford i 184 km na północny zachód od Londynu. W 2004 miejscowość liczyła 1077 mieszkańców.